# Manuel Campoamor
Manuel Oscar Campoamor (* 7. November 1877 in Montevideo; † 29. April 1941) war ein uruguayischer Tangopianist und Komponist.

## Leben und Wirken
Campoamors Vater, der aus Asturien stammte, war ein Cousin des Dichters und Politikers Ramón de Campoamor y Campoosorio. Manuel Campoamor wuchs in Buenos Aires auf. Er erlernte in seiner Kindheit das Klavierspielen als Autodidakt. Er arbeitete von 1893 bis 1896 als Telegraphist bei der Polizei, 1897 bei der Dirección General de Correos y Telégrafos und darauf bei der Börse. Von 1899 bis 1904 war er Mitarbeiter der The Central and South American Telegraph Co. Im Kaufhaus Gath & Chaves stieg er in 25 Jahren zum Manager auf. Später war er u. a. Anzeigenleiter der Zeitung La Fronda und Mitarbeiter im Rathaus von Matanza und von Morón.
Er trat einige Zeit als Klavierbegleiter seines Freundes Gabino Ezeiza auf und arbeitete als Pianist in dem von Maria "La Vasca" betriebenen Ballsaal. Um die Jahrhundertwende komponierte er mehrere Tangos. Als Klavierbegleiter spielte er Aufnahmen mit Ezeiza, Higinio Cazón und Linda Thelma ein. Campoamor starb 1941 an Lungenkrebs.

## Kompositionen
- Sargento Cabral (1899)
- En el séptimo cielo (1900)
- La c...ara de la l...una (1901)
- La metralla (1902)
- Muy de la garganta (1903)
- Mi capitán (1905)
- Ahí no más
- Inesita (Estilo)
- Amor (Walzer)